# Samyj, samyj, samyj, samyj
Samyj, samyj, samyj, samyj (in russo Самый, самый, самый, самый?, lett. Il più, il più, il più, il più) è un film d'animazione sovietico del 1966, ispirato a fiabe e leggende africane.

## Trama
A raccontare questa leggenda è lo Spirito Antico, nascosto in fondo a un pozzo in secca nel cuore dell'Africa. Sulle rive del lago Ciad si erano stabiliti uccelli e altri animali. Un giorno decisero di eleggere un re e scelsero il leone, che chiamarono il più coraggioso, il più forte, il più saggio e il più bello. Al leone e alla leonessa nacque un figlio, il piccolo leoncino. Quando il piccolo riuscì a camminare da solo, incontrò una iena che gli spiegò che era un leone, e quindi il re degli animali, cioè il più coraggioso, il più forte, il più saggio, il più bello.
Il leoncino crebbe, cominciò ad allontanarsi da casa e trovò il pozzo con lo Spirito Antico. Il leone si vantava di essere il più coraggioso, il più forte, il più saggio, il più bello. L'Antico Spirito si mise a ridere e disse: «Sei il più stupido!» Poi il Leoncino fu morso da una formica che non aveva paura di nessuno perché difendeva il suo formicaio. Il leoncino disse: «Sei davvero più coraggiosa di me, ma io sono il più forte!» La formica rise, chiamò il piccolo leone "il più stupido" e gli consigliò di cercare l'elefante calvo.
Il leoncino andò e, quando vide un enorme elefante sradicare un albero con facilità, capì chi era il più forte. Un'aquila allora disse: «Ascolta e ricorda! Non dire che sei coraggioso: incontrerai qualcuno più coraggioso! Non dire che sei forte: incontrerai uno più forte! Non dire che sei saggio: incontrerai qualcuno più saggio!» «Capisco», rispose il giovane leone, «ma chi è il più bello?» L'aquila volò via senza finire di ascoltarlo.
Dopo un po' di tempo, il giovane leone chiamò con un ruggito gli animali e gli uccelli e annunciò che avrebbe fatto a pezzi quelli che lo avrebbero chiamato il più coraggioso, il più forte, il più saggio e il più bello. Al leone si avvicinò allora una giovane leonessa che disse: «Mi sono innamorata di te a prima vista. Puoi farmi a pezzi, ma lo dirò lo stesso: sei il più bello!» Il leone le sorrise timidamente, perché aveva capito che chi è amato è sempre il più, il più, il più, il più...